# Kąt depresji
Kąt depresji (depresja widnokręgu, obniżenie widnokręgu) – kąt płaski o wierzchołku w punkcie odpowiadającym oku obserwatora, zawarty między płaszczyzną poziomą przechodzącą przez oko (zw. płaszczyzną horyzontu), a półprostą o początku w oku obserwatora i przechodzącą przez punkt znajdujący się pod tą płaszczyzną. Jeśli punkt ten znajduje się nad płaszczyzną horyzontu, to kąt nazywa się kątem wzniesienia lub elewacją.